# 皮特拉氏兵鯰
皮特拉氏兵鯰，為輻鰭魚綱鯰形目美鯰科的其中一種，為熱帶淡水魚。分布於南美洲阿根廷西北部淡水流域，棲息在底層水域，生活習性不明。

## 扩展阅读
維基物種上的相關：皮特拉氏兵鯰